# 大根村
大根村（おおねむら）は、神奈川県中郡にかつてあった村である。1955年4月15日に秦野市に編入された。

## 歴史
- 1889年4月1日 町村制が施行。落幡村、真田村、南矢名村、北矢名村、下大槻村が合併し大住郡大根村となった。
- 1896年4月1日 郡の統合により大住郡が淘綾郡と合併して中郡となる[1]。
- 1918年 平塚園（現在の陣屋）開業。
- 1927年4月1日 村内を通る小田原急行鉄道開通。村内に鶴巻駅（現在の鶴巻温泉駅）、大根駅（現在の東海大学前駅）が開設される。
- 1926年9月6日 組合立奈珂中学校（現在の県立秦野高校）が開校、村内下大槻に校舎落成。
- 1955年3月2日 真田地区が分離して中郡金目村に編入。
- 1955年4月15日 秦野市に編入される。（その際落幡が鶴巻に改名し秦野市鶴巻となる）

鶴巻温泉の歴史も参照。

## 地名（大字・小字及び集落）
- 大字落幡（おちはた）
  - 鶴巻（つるまき）
  - 雨沼（あめぬま）
  - 舞台（ぶたい）
- 大字北矢名（きたやな）
  - 太夫窪（たいくぼ）
- 大字真田（さなだ： - 1955年3月）
- 大字下大槻（しもおおづき／しもおおつき）
  - 薬師原（やくしはら）
- 大字南矢名（みなみやな）
  - 瓜生野（うりゅうの）
  - 宿矢名（しゅくやな）

## 鉄道
- 小田急電鉄
  - 小田原線：鶴巻駅（鶴巻温泉駅に改名） - 大根駅（東海大学前駅に改名）

## 現在
金目村に編入された真田地区は平塚市で金目地区の一部に分類される。
秦野市に編入された地区は秦野市の大根地区と鶴巻地区に分類され、全体を大根地区、または大根・鶴巻地区と呼ぶこともある。